# Bethsabée de Rothschild
Pour les articles homonymes, voir Bethsabée (homonymie).
La baronne Bethsabée  de Rothschild (parfois appelée Batsheva de Rothschild) est une philanthrope française, née à Londres (Royaume-Uni) le 23 septembre 1914 et morte à Tel Aviv (Israël) le 20 avril 1999.

## Biographie
Bethsabée Louise Émilie Béatrice de Rothschild naît à Londres (Royaume-Uni) le 23 septembre 1914. Peu après sa naissance, sa famille s'installe à Paris, où son père dirige la banque Rothschild, qu'il a héritée de son père, Alphonse de Rothschild (1827-1905). Bethsabée de Rothschild est élevée dans la tradition juive par sa famille. Elle fait ses études à Paris (France) et obtient une licence en biologie à la Sorbonne. Après l'invasion de la France en 1940, elle s'enfuit à New York, avec sa famille. Elle poursuit ses études scientifiques, en chimie, biochimie et biologie, à l'université Columbia. Elle fournit des attestations permettant à des réfugiés européens de s'installer aux États-Unis, pour échapper aux persécutions nazies.
Pendant la Seconde Guerre mondiale, elle s'enrôle dans les Forces françaises libres, au bureau de New York. Elle est affectée à Londres, comme agent de liaison entre les forces militaires françaises et américaines, et participe au débarquement en Normandie, puis à la libération de Paris. À la fin de la guerre, elle retourne à New York et s'inscrit à l'école de danse de Martha Graham, où elle produit les spectacles de cette dernière.
Bethsabée de Rothschild épouse en 1948 Donald Bloomingdale (né en 1913, mort en 1954). Elle en divorce par la suite. En 1951, Bethsabée de Rothschild se rend en Israël pour la première fois. En 1956, elle participe, comme costumière assistante, à la tournée financée par l'administration américaine, de la compagnie de danse Martha Graham en Extrême-Orient. La tournée doit se terminer en Iran mais Bethsabée de Rothschild finance son extension à Israël où la représentation fait une impression profonde, accélérant l'abandon de la danse expressive européenne. Bethsabée de Rothschild organise deux autres tournées de la compagnie Martha Graham en Israël Elle invite aussi le chorégraphe américain Anthony Tudor en Israël. Aura Herzog, présidente du Conseil israélien de la culture et des arts, lui confie la direction du Département de la danse, lors de sa création. Elle crée le premier cours d'été, dirigé par Martha Graham à l'Académie de musique de Jérusalem en 1958. Elle s'installe définitivement en Israël en 1962. Elle adopte alors le prénom de Batsheva et consacre une part de son temps au magasin éponyme qui commercialise à Tel Aviv des produits de la mode israélienne.
La baronne Bethsabée de Rothschild meurt à son domicile de Tel Aviv, en 1999, après une longue maladie.

## Famille
Bethsabée de Rothschild fait partie de la famille des banquiers Rothschild. Elle est l'arrière-petite-fille de James Mayer Rothschild (1792-1868) et le quatrième et plus jeune enfant du baron Édouard Alphonse James de Rothschild (1868-1949) et de son épouse Germaine Alice Halphen (1884-1975). Elle est la sœur d'Alphonse de Rothschild (1906-1911), de Guy de Rothschild (né en 1909) et de la championne d'échecs et de tennis Jacqueline Piatigorsky (1911-2012). Son père dirige la banque familiale française avec son cousin, le baron Robert de Rothschild (1880-1946).

## Activités philanthropiques
Bethsabée de Rothschild finance la danse, la science et la musique. Elle crée la Fondation Bethsabée de Rothschild pour les arts et les sciences, qui est dirigée, de 1953 à 1960, par la compositrice Vivian Fine (1913-2000). La Fondation finance les concerts de compositeurs modernes, les spectacles de Martha Graham et leur enregistrement cinématographique, ainsi qu'une série de représentations de compagnies de danse moderne, à Broadway. En 1955, Bethsabée de Rothschild, aux côtés de la baronne Edouard de Rothschild et la Fondation Rockfeller de New York, finance la rénovation du service de biochimie cellulaire de l'Institut Pasteur, occupé à la mort de Michel Machebœuf par Jacques Monod, Georges N. Cohen et Howard Rickenberg.
Bethsabée de Rothschild attribue également des bourses d'études à l'école de danse Graham, à des danseurs israéliens. En Israël, elle aide à monter des représentations de nombreux danseurs, dont Rina Gluck et Rina Scheinfeld. En 1957, elle fonde la Société israélienne de musique de chambre, dont Gary Bertini est le directeur artistique. Elle fonde par la suite avec ce dernier l'Orchestre de chambre d'Israël. En 1962, la création de la Fondation Batsheva de Rothschild pour les arts et les sciences, sous la direction de François Shapira, permet le financement de diverses activités en Israël. Bethsabée de Rothschild s'engage aussi dans divers projets, comme l'acquisition, à la demande de Gary Bertini, de nombreux enregistrements en vue de créer une bibliothèque musicale en Israël, comme aussi la traduction, à la demande de David Ben-Gourion, de textes anciens en hébreu ou la création d'un fonds pour l'aide aux nécessiteux, administré par le Département municipal des services sociaux de Tel Aviv.
En 1964, elle apporte son soutien à la création par Martha Graham de la compagnie de danse moderne et contemporaine Batsheva Dance Company. Celle-ci est basée à Tel Aviv et porte le nom de sa bienfaitrice. Elle devient par la suite une des plus importantes et innovantes compagnies de danse d'Israël, qui se produit encore aujourd'hui en Israël et lors de tournées internationales sous la direction chorégraphique de Ohad Navarin, récipiendaire de nombreux prix, et accueille des grandes figures de la danse contemporaine.
En 1967, Bethsabée de Rothschild rencontre la danseuse classique Jeannette Ordman, originaire d'Afrique du Sud, et qui a émigré de Londres (Angleterre) en Israël, en 1965. La danseuse est embauchée comme directrice des répétitions de la compagnie de danse Batsheva, mais les rapports avec les danseurs sont tendus et ceux-ci se rebellent. Bethsabée de Rothschild cesse, à partir de ce moment, d'assister aux représentations de la compagnie, sans pour autant remettre en cause son soutien financier jusqu'en 1975. Les deux femmes ont des relations d'affaires jusqu'à la mort de Bethsabée de Rothschild. Avec le soutien financier de cette dernière, elles fondent une école de danse, les studios de danse Bat-Dor, en 1967, enseignant les danses classique et moderne, puis l'année suivante, la compagnie de danse Bat-Dor, dont Jeannette Ordman est la directrice artistique et la principale danseuse jusqu'à sa retraite, en 1984. En 1975, Bethsabée de Rotshchild tente une fusion des compagnies de danse Batsheva et Bat-Dor. Elle renonce devant la levée de boucliers que suscite le projet mais retire alors son soutien à la compagnie Batsheva. À l'initiative de Jeannette Ordman, elle crée une annexe de l'école de danse à Bershéva, en 1975, le premier institut Pilates d'Israël et, en 1985, le Centre israélien de thérapie par la danse.
Bethsabée de Rothschild crée également deux fondations pour le progrès scientifique et technique, l'une aux États-Unis, l'autre en Israël. Cette dernière accueille, dans son conseil d'administration, le professeur Ephraim Katchalsky (plus tard Katzir, qui devient président d'Israël en 1973). Cela lui vaut, en 1989, le Prix d'Israël pour sa contribution spéciale à la société et à l'État d'Israël.

## Collections

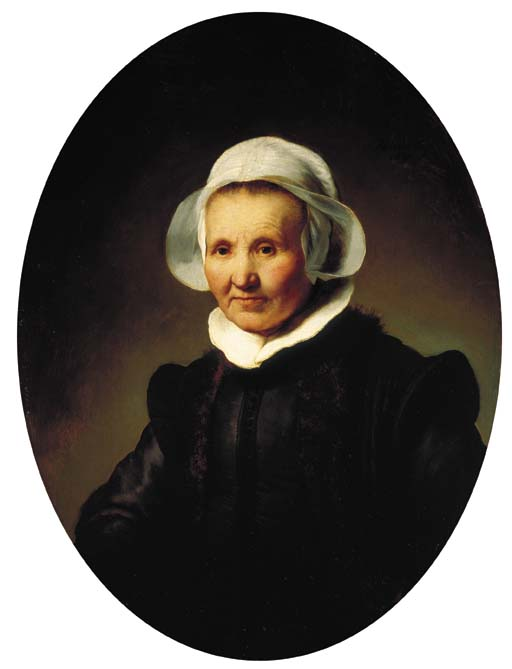
Portrait de Aeltje Uylenburgh, Rembrandt, 1632.

Bethsabée de Rothschild hérite, en 1949, de la majeure partie de la collection artistique rassemblée par son grand-père, le baron Alphonse James de Rothschild. Celle-ci est administrée par une fondation. Cette collection comporte une peinture à l'huile du XVIIe siècle, le Portrait d'une vieille femme (Portrait of Aeltje Uylenburgh) de Rembrandt, d'autres peintures d'anciens maîtres, des verres islamiques et vénitiens, des objets décoratifs, de la porcelaine et des bijoux de style Renaissance. Après sa mort, ces collections sont vendues aux enchères. Le Portrait d'une vieille femme de Rembrandt, que Bethsabée de Rothschild a emporté avec elle en Israël en 1962, est vendu à Londres par Christie's et acheté par le marchand d'art néerlandais Robert Noortman pour 19,6 millions d'euros (28,7 millions de dollars américains). Une cruche mamelouke du XIIIe siècle, en excellent état de conservation, est adjugée pour 3 743 010 € (3 307 750 £), un record pour un verre islamique, et deux lampes de mosquées sont vendues 1 995 840 € (1 763 750 £) et 726 200 € (641 750 £).

## Pour approfondir